# Shenqiornis
Shenqiornis é um gênero de ave fóssil possivelmente do período Cretáceo Inferior da formação Huajiying de Hebei, China. Ah uma única espécie descrita para o gênero Shenqiornis mengi.